# بينالي البندقية
بينالي البندقية (بالإيطالية: Biennale di Venezia)‏ هي مؤسسة فنون إيطالية يقع مركزها في مدينة البندقية في إيطاليا تم تأسيسها في سنة 1895 وهي خاصة بدعم الفنون المعاصرة، حيث تقيم المهرجانات لعرض أعمال الفن المعاصر من الرسم والنقش والتصميم والنحت والموسيقى والرقص.